# Los Mores
Los Mores és un mas deshabitat a la zona oest del terme municipal de Lludient, a la comarca de l'Alt Millars, País Valencià. Dona nom a la partida on s'ubica, per ser la masia més important de la contrada, i també dona nom a una font propera i al barranc que des d'allà baixa cap a la rambla de Santa Anna. L'origen del seu topònim és el cognom Mor, majoritari entre els habitants del lloc.
Abandonat a les acaballes de la dècada del 1960, el 1940 tenia 90 habitants i era el quart nucli de població de tot el terme municipal lludientí, només per darrere del mateix Lludient i de la Giraba (la de Baix i la de Dalt). Tanmateix, sembla que el tancament de l'escola de la caseria, oberta durant la Segona República l'any 1934, en acabar el curs escolar 1966-1967 accelerà la marxa dels veïns, tot quedant el poble buit en uns pocs anys per l'obligació que tenien els més menuts d'anar a peu durant hora i mitja fins al Tormo.

## Personatges il·lustres
- Rafael Edo, sanador al qual se li ha dedicat un carrer a Cirat.
- Eloy Andreu (?-2012), darrer alcalde pedani de los Mores.